# Deutonura oglasicola
Deutonura oglasicola is een springstaartensoort uit de familie van de Neanuridae. De wetenschappelijke naam van de soort is voor het eerst geldig gepubliceerd in 1983 door Dallai.